# Lilltjärnen (Bodsjö socken, Jämtland, 695346-146490)
Lilltjärnen är en sjö i Bräcke kommun i Jämtland och ingår i Ljungans huvudavrinningsområde.